# Allogymnopleurus jeanneli
Allogymnopleurus jeanneli là một loài bọ cánh cứng trong họ Bọ hung (Scarabaeidae).